# 廣甚
廣甚（エバグリーン廣甚株式会社（ひろじん）・株式会社廣岡（ひろおか））は、和歌山県有田郡湯浅町に本社を置く、生鮮食品スーパー、
ドラッグストア、コンビニエンスストア、焼肉店などを経営する企業である。2社の経営母体は同一である。（株式会社廣岡は主に生鮮食品スーパー「デリシャス広岡」を統括）

## 会社概要
- ホームセンター（現在は廃業）を前身とし、ドラッグストア業態の「Evergreen」（エバグリーン）、生鮮食品スーパーとドラッグストアを統合した業態のスーパーエバグリーン、ディスカウントスーパー業態のNEXなどを和歌山県、奈良県、大阪府南部（主に泉州地域）に展開する。オールジャパンドラッグ加盟。
- 店名のエバグリーンとは「常緑樹のようにいつまでも若々しさを保ちたい」という会社の思いを込めているもので、同時に「みどりの育成事業」を実施している。
- いつまでも色あせない（＝Evergreen）を生活者応援カンパニーを目指している。
- 生鮮食品や酒類部門を前面に押し出していることやグロサリー関係のディスカウントを特化していることが特色で近隣のスーパーマーケット（オークワ、万代、マックスバリュなど）とも競合が生じている。近年は、一度の買い物で何でも揃えられるその利便性で大きく業績を伸ばしてきた。
- その他、スーパーマーケット「デリシャス広岡」「スーパーデリシャスヒロ」、コンビニエンスストア「エイトマートン」、焼肉店｢三国一｣｢三国一EX｣　飲食店「海鮮食堂つなや」「大池カフェSt.Zephyr」を和歌山県内にて展開している。

## 沿革
- 1885年 明治18年 廣岡甚之丞により廣岡商店創設。
- 1963年6月 スーパーマーケット広岡を和歌山県有田郡湯浅町に開店。
- 1963年11月 株式会社廣岡設立。
- 1984年6月 ホームセンター廣甚（2001年2月閉店）開店。
- 1989年  スーパーマーケット広岡をデリシャス広岡に改称。
- 1989年11月 スーパーとしては2店舗目となるデリシャス広岡吉備店開店。
- 1993年9月 初のドラッグストア業態、エバグリーン吉備店開店。
- 1995年4月 生鮮スーパーとドラッグストアの統合業態、フードラッグ広岡湯浅店（現：スーパーエバグリーン湯浅店）開店。
- 1996年4月 ドラッグストアとして2店舗目のエバグリーン有田店開店。
- 1998年7月 焼肉道場　三国一湯浅店開店。
- 1999年7月 地盤である有田地方外第一店舗目として、和歌山市にエバグリーン広瀬店開店。
- 2000年4月 和歌山近鉄百貨店地下に、デリシャス広岡和歌山近鉄店開店。
- 2003年7月 スーパーエバグリーン第一号店店舗、スーパーエバグリーン宮前店開店。
- 2005年4月 和歌山県外・大阪府下第一号店舗、エバグリーン貝塚店開店。
- 2006年11月 奈良県下第一号店舗、エバグリーン桜井店開店。
- 2009年4月 狭小ドラッグストア、エバグリーン紀三井寺店開店。
- 2011年4月 コンビニ業態第一号店舗、エイトマートン湯浅吉川店開店。
- 2011年11月 和歌山北インターチェンジ近くにスーパーエバグリーンプラス和歌山北インター店、および物流センター、PCセンターが完成。
- 2016年7月 スーパーデリシャスヒロ御坊店開店。
- 2018年3月 特急レーンを備えた三国一EX第一号店舗、塩屋店開店。
- 2019年9月 新中島店にてエバグリーン薬局ドライブスルー開始。
- 2020年11月 ディスカウントスーパー第一号店舗、NEX岩出店開店。
- 2021年11月 海鮮食堂つなや海南店開店

## 店舗
- 郊外型の大規模面積店舗が主である。和歌山県内での展開が中心であり、主力業態であるドラッグストア「エバグリーン・スーパーエバグリーン」は2024年8月現在で和歌山県に25店舗、奈良県に6店舗、大阪府に6店舗展開している。
  - 「スーパーエバグリーン」の大半の店舗が深夜24時まで営業していて、一部店舗は24時間営業も行っている。
- 生鮮食品スーパー「デリシャス広岡」2店舗
  - エバグリーンと差別化を図るために、高級食材を中心に扱っている。
- 生鮮食品スーパー「スーパーデリシャスヒロ」2店舗
- ディスカウントスーパー「NEX」4店舗
- コンビニエンスストア「エイトマートン」1店舗
- その他、焼肉店「三国一」2店舗および「三国一EX」5店舗、海鮮食堂「つなや」3店舗、カフェ「セントゼファー」1店舗

店舗一覧については店舗一覧を参照。

## 過去に存在した店舗
- エバグリーン岩出中迫店　2020年10月30日(金)をもって閉店。同年11月、NEX中迫店としてリニューアルオープン
- エバグリーン梶取店　2021年3月31日(水)をもって閉店。跡地は西松屋梶取店、パン工房Kawa梶取店
- エバグリーン西庄店　2022年2月1日(火)をもって閉店。同2月25日にNEX西庄店としてリニューアルオープン
- エバグリーン桜井店　2023年2月20日(月)をもって閉店。跡地はロピア桜井店
- デリシャス広岡 近鉄店　2024年5月14日(火)をもって閉店。